# 임실납자루
임실납자루(Tanakia somjinensis)는 잉어과에 속하는 민물고기로, 섬진강에만 서식하는 한국고유종이다. 전북특별자치도 임실군의 섬진강 유역에서 발견되어서 이러한 이름이 붙었다. 멸종위기종 2급 동식물로 되어있다가 2012년 5월 31일 1급으로 갱신되었다.